# 西田政善
西田 政善（にしだ まさよし、1906年8月15日 - 故人）は、日本の農学者。専門は林学と造園学。鹿児島大学名誉教授、九州学院大学学長。

## 経歴
宮崎県出身。1927年鹿児島高等農林学校林学科（現鹿児島大学農学部）卒業。鹿児島高等農林学校助手を経て、1934年助教授。1944年鹿児島青年師範学校（現鹿児島大学教育学部）教授。学制改革により1949年鹿児島大学助教授、1961年鹿児島大学教授（教育学部所属）。後に南九州大学教授を経て、九州学院大学（現第一工科大学）教授。九州学院大学学長代行を務めた後、1977年九州学院大学学長に就任。
1988年上原敬二賞受賞。西田は鹿児島や沖縄の庭園研究や修験道の庭園の研究で知られ、鹿児島の志布志麓庭園（平山氏庭園、昭和31年鹿児島県指定名勝）を高く評価。学校造園の研究でも知られる。